# 에체바리

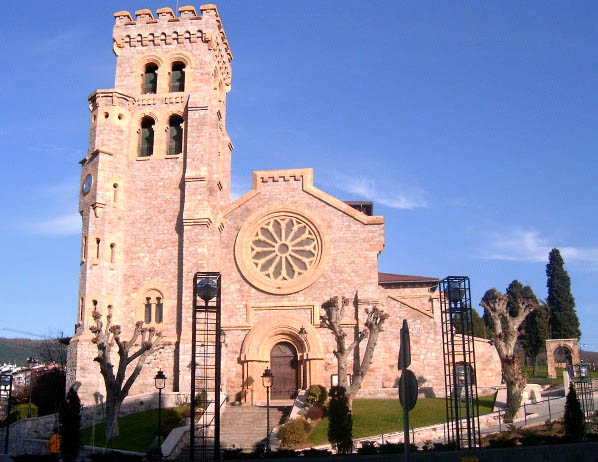
산 에스테벤 교회

에체바리(바스크어: Etxebarri, 스페인어: Echévarri)는 스페인 바스크 지방 비스카야주의 도시이다.